# Teliu, Brașov
Teliu (în maghiară Keresztvár, Nyén, Nyény, în dialectul săsesc Kretzbrich, Kretsbrich, în germană Kreuzburg, Thell) este satul de reședință al comunei cu același nume din județul Brașov, Transilvania, România. În documentele vechi comuna apare sub numele de Leelfalua și Lylendorf, apoi sub numele de Nyen. Această denumire este probabil de origine slavă, forma sa inițială derivând de la „Lel"(consoana 'l' s-a schimbat în "n"), Denumirea de Nyen este folosită până în ianuarie 1906. De aici înainte, în limba maghiară s-a folosit denumirea de Kerestvâr. În protocolul botezaților de la Parohia Ortodoxă se găsește numele Tel din anul 1795 până în anul 1830. După aceea se întâlnește denumirea Teliu, în protocolul cununaților. Această denumire provine de la un nobil feudal Tyil, care a stăpânit aici înaintea grofilor Beldy. În decursul timpului comuna a primit numele Thiel, Tel, Teliu.
Kreuzburg sau Kerestvar (Cetatea Crucii), este o denumire greșită dată comunei Teliu în mod impropriu de către sașii din Prejmer. 

## Istoric
Pe teritoriul acestei localități s-a descoperit o cetate dacică, prevăzută cu trei șanțuri de apărare, ce datează, probabil, din secolul I î.C.

## Sărbători locale
Ziua Melcului Arhivat în 2 mai 2008, la Wayback Machine., inițiată de Primaria Teliu în colaborare cu Agenția de Dezvoltare Durabila a Județului Brașov și Escar Prod SCA Arhivat în 22 aprilie 2008, la Wayback Machine.

## Plan inundații
```
Accesați următoarea adresă: 
http://primariateliu.blogspot.ro/
```

## Personalități
- Gheorghe Nistor (1884 - 1962), delegat la Marea Adunare Națională de la Alba Iulia 1918